# Ďurková
Ďurková (ungarisch Gyurkó) ist eine Gemeinde im Nordosten der Slowakei mit 219 Einwohnern (Stand 31. Dezember 2024), die zum Okres Stará Ľubovňa, einem Teil des Prešovský kraj, gehört.

## Geographie

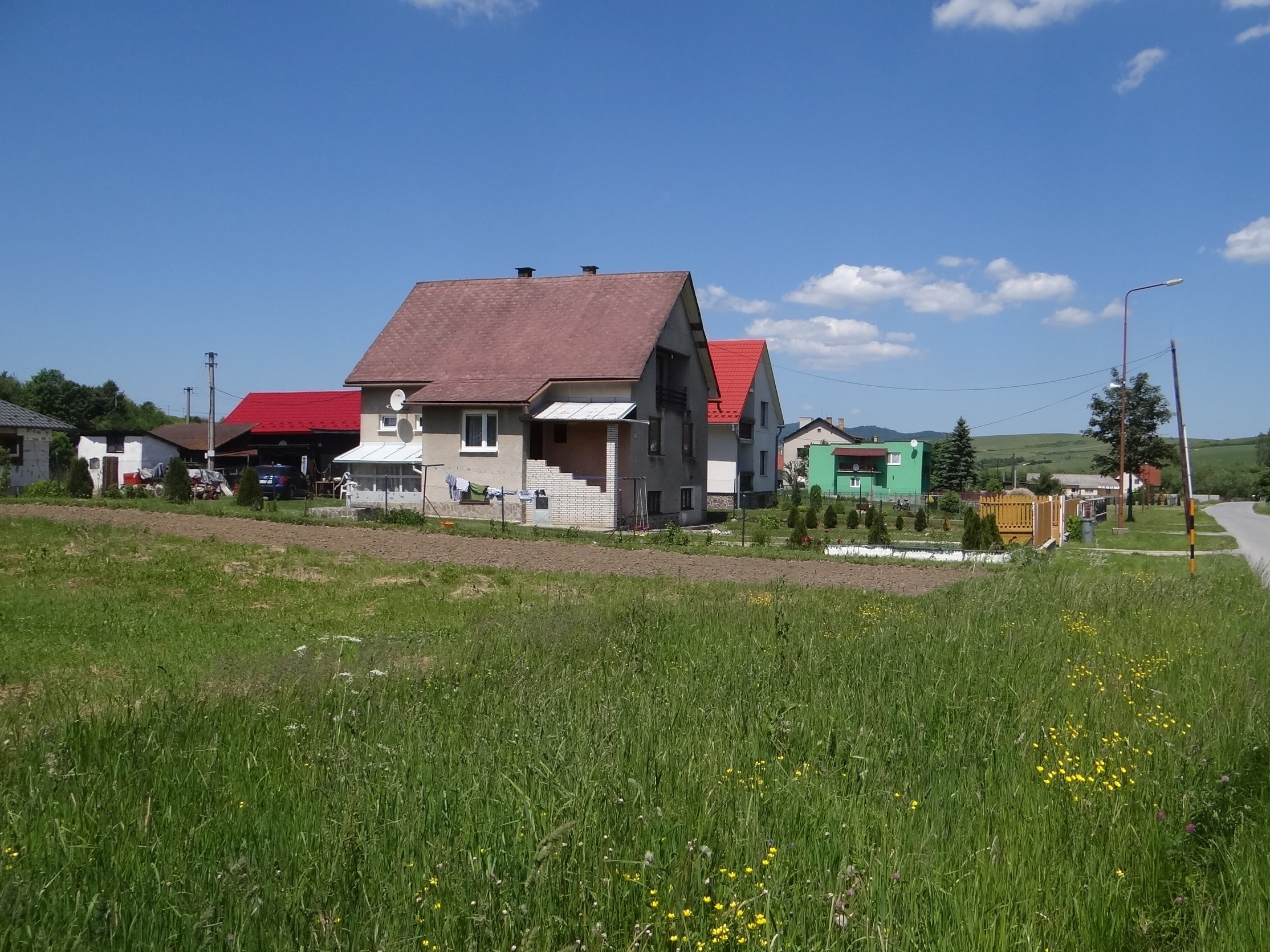
Ďurková

Die Gemeinde befindet sich am nordöstlichen Hang der Leutschauer Berge an der Ľubotínka. Das Ortszentrum liegt auf einer Höhe von 523 m n.m. und ist 21 Straßenkilometer von Stará Ľubovňa entfernt.
Nachbargemeinden sind Plaveč im Norden, Ľubotín im Osten, Vislanka im Süden und Hromoš im Westen.

## Geschichte
Ďurková entstand nach deutschem Recht im 14. Jahrhundert und wurde zum ersten Mal 1427 als Gewrkuagasa schriftlich erwähnt. Im selben Jahr wurde eine Steuer in Höhe von 10 Porta an den König abgeführt. Das Dorf war Teil des Herrschaftsgebiets der Burg Plaveč. 1787 hatte die Ortschaft 22 Häuser und 180 Einwohner, 1828 zählte man 21 Häuser und 198 Einwohner, die als Handwerker, Landwirte und Viehhalter beschäftigt waren. Im 19. Jahrhundert wurde der Ort ein Teil der Gemeinde Plaveč.
Bis 1918 gehörte der im Komitat Sáros liegende Ort zum Königreich Ungarn und kam danach zur Tschechoslowakei beziehungsweise heute Slowakei. 1958 wurde die nun Ďurka genannte Ortschaft aus der Gemeinde Plaveč getrennt und erhielt den heutigen Namen.

## Bevölkerung
| Jahr                | 1994 | 2004    | 2014     | 2024    |
| ------------------- | ---- | ------- | -------- | ------- |
| Anzahl der Personen | 262  | 276     | 239      | 219     |
| Unterschied         |      | +5,34 % | −13,40 % | −8,36 % |

| Jahr                | 2023 | 2024    |
| ------------------- | ---- | ------- |
| Anzahl der Personen | 222  | 219     |
| Unterschied         |      | −1,35 % |

Gemäß der Volkszählung 2011 wohnten in Ďurková 250 Einwohner, davon 226 Slowaken und 14 Russinen. 10 Einwohner machten keine Angabe zur Ethnie.
174 Einwohner bekannten sich zur griechisch-katholischen Kirche, 57 Einwohner zur römisch-katholischen Kirche und drei Einwohner zur Evangelischen Kirche A. B. Drei Einwohner waren konfessionslos und bei 13 Einwohnern wurde die Konfession nicht ermittelt.

## Verkehr
Ďurková besitzt eine Haltestelle an der Bahnstrecke Kysak–Muszyna und ist über einen Abzweig von der Straße 1. Ordnung 68 erreichbar.